# 早岐郵便局
早岐郵便局（はいきゆうびんきょく）は、長崎県佐世保市にある郵便局。民営化前の分類では集配普通郵便局であった。

## 概要
住所：〒859-3299 長崎県佐世保市早岐1-4-30
佐世保市の東部、早岐地域の中心街にある。

### 分室
分室はなし。過去に存在した分室は以下のとおり。
- 自衛隊内分室 - 針尾分室として設置。1957年（昭和32年）に廃止された。

## 沿革
- 1872年8月4日（明治5年7月1日） - 早岐郵便取扱所として開設[1]。
- 1875年（明治8年）1月1日 - 早岐郵便局（五等）となる。
- 1885年（明治18年）6月25日 - 貯金取扱を開始。
- 1886年（明治19年）4月1日 - 郵便為替事務開始[2]。
- 1893年（明治26年）3月1日 - 早岐郵便電信局となる。
- 1903年（明治36年）4月1日 - 通信官署官制の施行に伴い早岐郵便局となる。
- 1949年（昭和24年）
  - 3月1日 - 特定郵便局から普通郵便局に局種別改定[3]。
  - 8月21日 - 佐世保市浦免東町から同市早岐下苗手免に移転。
- 1950年（昭和25年）12月16日 - 東彼杵郡江上村大字差方免に針尾分室を設置。郵便、為替貯金、保険年金の各業務を南風崎郵便局針尾分室[4]から移管。
- 1952年（昭和27年）10月15日 - 針尾分室を保安隊内分室に改称。
- 1954年（昭和29年）7月1日 - 保安隊内分室を自衛隊内分室に改称。
- 1956年（昭和31年）10月11日 - 自衛隊内分室において、電話通話および和文電報受付事務の取扱を開始[5]。
- 1957年（昭和32年）9月1日 - 自衛隊内分室を廃止。
- 1982年（昭和57年）
  - 2月 - 局舎新築。
  - 9月27日 - 江上郵便局および南風崎郵便局から集配業務を移管。
- 1999年（平成11年） - 外国通貨の両替および旅行小切手の売買に関する業務取扱を開始。
- 2007年（平成19年）10月1日 - 民営化に伴い、併設された郵便事業早岐支店に一部業務を移管。
- 2012年（平成24年）10月1日 - 日本郵便株式会社発足に伴い、郵便事業早岐支店を早岐郵便局に統合。
- 2016年（平成28年）2月22日 - 三川内郵便局および針尾郵便局から集配業務を移管。

## 取扱内容
- 郵便、印紙、ゆうパック、内容証明
- 貯金、為替、振替、振込、国際送金、外貨両替・トラベラーズチェック、国債、投資信託
- 生命保険、バイク自賠責保険、自動車保険
- ゆうちょ銀行ATM
- 佐世保市内の一部地域（郵便番号が859-32、859-31、859-34で始まる地域）の集配業務
- ゆうゆう窓口

## 周辺
- 佐世保市役所早岐支所
- シルバーボウル
- 村上病院（旧早岐本陣跡地）
- まるたか生鮮市場
- 早岐神社
- 国道35号
- 国道202号
- 早岐瀬戸

## アクセス
- JR佐世保線・大村線 早岐駅から徒歩約3分
- 西肥バス（させぼバスも含む） 早岐支所シルバーボウル前停留所下車
- 西九州自動車道 佐世保大塔ICから南東へ約2.5km
- 長崎県道222号平瀬佐世保線沿い
- 駐車場あり：8台